# 席文海
席文海（1965年—），陕西长安人，回族，中华人民共和国政治人物、第十二届全国人民代表大会新疆地区代表。
毕业于中央民族大学民族经济专业。加入中国共产党。2013年，担任全国人大代表。